# Michaël D’Almeida
Michaël D’Almeida (* 3. September 1987 in Évry) ist ein französischer Bahnradsportler und Spezialist für die Kurzzeitdisziplinen. 

## Sportliche Laufbahn
2003 verbuchte Michaël D’Almeida seinen ersten großen Erfolg, als er Französischer Vize-Meister des Nachwuchses im Sprint wurde. 2005 errang er drei dritte Plätze bei den nationalen Titelkämpfen, im Sprint, im 1-km-Zeitfahren und im Teamsprint. 2005 wurde er mit Kévin Sireau und Alexandre Volant Junioren-Europameister im Teamsprint, 2007 Teamsprint-Europameister (U23) mit Grégory Baugé und Didier Henriette.
2008 siegte D’Almeida sowohl bei den Bahn-EM wie bei den Französischen Meisterschaften im 1-km-Zeitfahren. Im selben Jahr wurde er in Manchester Vize-Weltmeister in derselben Disziplin; diesen Erfolg konnte er 2010 wiederholen. Zudem konnte er bei mehreren Weltcuprennen Podiumsplätze erringen. Bei den UCI-Bahn-Weltmeisterschaften 2011 in Apeldoorn wurde er Weltmeister im Teamsprint, gemeinsam mit Baugé und Kévin Sireau. Im Januar 2012 gab der Weltradsportverband Union Cycliste Internationale (UCI) bekannt, dass D’Almeida sein Weltmeistertitel im Teamsprint von 2011 aberkannt wurde, weil sein Teamkollege Baugé mehrfach gegen die Melde-Auflagen der Welt-Dopingagentur WADA verstoßen habe.
Bei den Olympischen Spielen 2012 in London errang Michaël D’Almeida im Teamsprint gemeinsam mit Kévin Sireau und Grégory Baugé die Silbermedaille im Teamsprint. 2015 wurde er erneut Weltmeister im Teamsprint, mit Welt-Anti-Doping-Agentur.
2016 wurde D’Almeida für die Teilnahme an den Olympischen Spielen in Rio de Janeiro nominiert. Gemeinsam mit Pervis und Baugé errang er die Bronzemedaille im Teamsprint, im Keirin belegte er Platz elf. 2018 und 2019 errang er Silber- und Bronzemedaillen bei Welt- und UEC-Bahn-Europameisterschaften. Bei den UCI-Bahn-Weltmeisterschaften 2020 in Berlin errang er Bronze im 1000-Meter-Zeitfahren.

## Sonstiges
Seit 2006 fährt Michaël D’Almeida für die Union Sportive de Créteil, einen Club, der schon solche erfolgreichen Bahnsprinter wie Daniel Morelon, Pierre Trentin Grégory Baugé und Fabrice Colas hervorbrachte.
Seit 2013 ist er Ritter des französischen Nationalverdienstordens.

## Erfolge
2005
- Junioren-Weltmeisterschaft – Teamsprint (mit Kévin Sireau und Alexandre Volant)
- Junioren-Europameister – Teamsprint (mit Kévin Sireau und Alexandre Volant)

2006
- Französischer Meister – Teamsprint (mit Grégory Baugé und Rémi Rano)

2007
- Bahnrad-Weltcup in Sydney – 1000-Meter-Zeitfahren
- Europameister (U23) – Teamsprint (mit Grégory Baugé und Didier Henriette)

2008
- Weltmeisterschaft – 1000-Meter-Zeitfahren
- Bahnrad-Weltcup in Sydney – 1000-Meter-Zeitfahren
- Europameister (U23) – 1000-Meter-Zeitfahren
- Europameisterschaft (U23) – Sprint, Keirin
- Französischer Meister – 1000-Meter-Zeitfahren

2010
- Weltmeisterschaft – 1000-Meter-Zeitfahren, Teamsprint (mit Kévin Sireau und Grégory Baugé)
- Bahnrad-Weltcup in Cali – Teamsprint (mit Kévin Sireau und Grégory Baugé)
- Europameisterschaft – Teamsprint (mit Kévin Sireau und François Pervis)

2011
- Weltmeister – Teamsprint (mit Kévin Sireau und Grégory Baugé) (Titel aberkannt)
- Bahnrad-Weltcup in Manchester – Teamsprint (mit Kévin Sireau und Grégory Baugé)
- Bahnrad-Weltcup in Peking – Teamsprint (mit Kévin Sireau und François Pervis)

2012
- Olympische Spiele – Teamsprint (mit Kévin Sireau und Grégory Baugé)
- Weltmeisterschaft – 1000-Meter-Zeitfahren, Teamsprint (mit Kévin Sireau und Grégory Baugé)
- Französischer Meister – 1000-Meter-Zeitfahren

2013
- Weltmeisterschaft – Teamsprint (mit Julien Palma und François Pervis)
- Europameisterschaft – Teamsprint (mit Grégory Baugé und François Pervis)

2014
- Weltmeisterschaft – Teamsprint (mit Welt-Anti-Doping-Agentur)
- Europameisterschaft – Teamsprint (mit Kévin Sireau und Grégory Baugé)

2015
- Weltmeister – Teamsprint (mit Kévin Sireau und Grégory Baugé)
- Französischer Meister – 1000-Meter-Zeitfahren

2016
- Olympische Spiele – Teamsprint (mit François Pervis und Grégory Baugé)

2018
- Europameisterschaft – Teamsprint (mit François Pervis, Quentin Lafargue und Sébastien Vigier)
- Französischer Meister – 1000-Meter-Zeitfahren

2019
- Weltmeisterschaft – Teamsprint (mit Quentin Lafargue,  Sébastien Vigier und Grégory Baugé)
- Weltmeisterschaft – 1000-Meter-Zeitfahren
- Europameisterschaft – 1000-Meter-Zeitfahren

2020
- Weltmeisterschaft – 1000-Meter-Zeitfahren